# Regionalwahlen in Italien 1990
Die Regionalwahlen in Italien 1990 fanden am 6. und 7. Mai statt.

## Zusammenfassung der Ergebnisse
| Listen                                                    | Stimmen    | %    | Mandate |
| --------------------------------------------------------- | ---------- | ---- | ------- |
| Democrazia Cristiana                                      | 10.648.505 | 33,4 | 272     |
| Partito Comunista Italiano                                | 7.656.873  | 24,0 | 182     |
| Partito Socialista Italiano                               | 4.881.005  | 15,3 | 113     |
| Lega Nord                                                 | 1.718.745  | 5,4  | 24      |
| Movimento Sociale Italiano – Destra Nazionale             | 1.247.127  | 3,9  | 25      |
| Partito Repubblicano Italiano                             | 1.141.049  | 3,6  | 21      |
| Partito Socialista Democratico Italiano                   | 894.035    | 2,8  | 21      |
| Lista Verde                                               | 771.715    | 2,4  | 13      |
| Partito Liberale Italiano                                 | 630.604    | 2,0  | 13      |
| Verdi Arcobaleno                                          | 432.789    | 1,4  | 7       |
| Lista Verde – Verdi Arcobaleno                            | 381.190    | 1,2  | 8       |
| Lista Antiproibizionista                                  | 337.906    | 1,1  | 6       |
| Democrazia Proletaria                                     | 309.450    | 1,0  | 4       |
| Caccia Pesca Ambiente                                     | 237.958    | 0,7  | 4       |
| Partito Pensionati                                        | 174.497    | 0,5  | 3       |
| Lista Pensionati                                          | 82.560     | 0,3  | –       |
| Alleanza Lombarda                                         | 76.516     | 0,2  | 1       |
| Union Piemontèisa                                         | 66.904     | 0,2  | 1       |
| UV – Union Veneto                                         | 58.093     | 0,2  | 1       |
| Partito Sardo d’Azione – Civica                           | 26.235     | 0,1  | 1       |
| UV – Movimento Federalista Progressista – Verdi Progresso | 20.692     | 0,1  | –       |
| Alleanza Pensionati                                       | 19.311     | 0,1  | –       |
| Partito Democratico – CAP                                 | 15.647     | 0,0  | –       |
| Verdi Ecologisti                                          | 14.774     | 0,0  | –       |
| Lega Meridionali d’Italia                                 | 11.199     | 0,0  | –       |
| Movimento Nazionale Italiano Cacciatori                   | 8.692      | 0,0  | –       |
| Verdi di Centro                                           | 7.413      | 0,0  | –       |
| Piemonte Anticaccia                                       | 6.682      | 0,0  | –       |
| Lista Verde Alternativa                                   | 5.705      | 0,0  | –       |
| Movimento Europeo Automobilisti                           | 5.165      | 0,0  | –       |
| Partito degli Automobilisti                               | 4.775      | 0,0  | –       |
| Lista Azzurra                                             | 3.917      | 0,0  | –       |
| Partito Democratico Libertà – Larouche                    | 3.561      | 0,0  | –       |
| Lokale Liste                                              | 3.420      | 0,0  | –       |
| Nuovo Partito Popolare                                    | 2.514      | 0,0  | –       |
| Azione Democratica                                        | 1.734      | 0,0  | –       |
| Uomo Qualunque                                            | 1.406      | 0,0  | –       |
| Gesamt                                                    | 31.910.363 | 100  | 720     |

## Wahlergebnisse der Regionen
| Region                    | DC     | PCI    | PSI    | Lega   | MSI–DN | PRI   | PSDI  | LV    | PLI   | VA    | LV-VA | LA    | DP    | CPA   | Sonstige | Gültige Stimmen |
| ------------------------- | ------ | ------ | ------ | ------ | ------ | ----- | ----- | ----- | ----- | ----- | ----- | ----- | ----- | ----- | -------- | --------------- |
| Piemont → Ergebnis        | 27,9 % | 22,8 % | 15,3 % | 5,1 %  | 3,6 %  | 4,0 % | 3,2 % | 3,9 % | 4,1 % | 2,8 % | –     | 1,2 % | 1,1 % | –     | 5,1 %    | 2.914.160       |
| Lombardei → Ergebnis      | 28,6 % | 18,8 % | 14,3 % | 18,9 % | 2,5 %  | 2,6 % | 1,7 % | 3,4 % | 1,4 % | 1,8 % | –     | 1,0 % | 1,2 % | 0,3 % | 3,5 %    | 6.247.978       |
| Venetien → Ergebnis       | 42,4 % | 15,6 % | 13,7 % | 5,9 %  | 2,7 %  | 2,6 % | 2,1 % | –     | 1,6 % | –     | 7,1 % | 1,1 % | 0,8 % | 1,5 % | 2,8 %    | 3.055.606       |
| Ligurien → Ergebnis       | 27,5 % | 28,4 % | 14,1 % | 6,1 %  | 3,4 %  | 4,1 % | 2,3 % | –     | 3,0 % | –     | 5,7 % | 1,4 % | 1,0 % | –     | 3,0 %    | 1.163.296       |
| Emilia-Romagna → Ergebnis | 23,4 % | 42,1 % | 12,4 % | 2,9 %  | 3,0 %  | 4,8 % | 1,9 % | 3,3 % | 1,5 % | 1,6 % | –     | 1,0 % | 0,8 % | 0,7 % | 0,6 %    | 2.928.196       |
| Toskana → Ergebnis        | 25,9 % | 39,8 % | 13,6 % | 0,8 %  | 3,3 %  | 3,5 % | 1,6 % | –     | 1,0 % | –     | 3,8 % | 1,0 % | 1,1 % | 3,1 % | 1,4 %    | 2.478.167       |
| Umbrien → Ergebnis        | 27,5 % | 38,4 % | 16,1 % | 0,2 %  | 4,4 %  | 2,8 % | 1,2 % | 2,2 % | 0,8 % | 1,4 % | –     | –     | 1,2 % | 3,3 % | 0,6 %    | 577.065         |
| Marken → Ergebnis         | 36,3 % | 30,0 % | 12,7 % | 0,2 %  | 3,9 %  | 3,7 % | 2,5 % | 3,5 % | 1,7 % | 1,4 % | –     | 0,9 % | 1,0 % | 2,1 % | 0,2 %    | 990.364         |
| Latium → Ergebnis         | 34,4 % | 23,8 % | 14,3 % | 0,2 %  | 6,5 %  | 4,8 % | 2,8 % | 3,8 % | 1,8 % | 2,4 % | –     | 1,8 % | 0,9 % | 0,6 % | 1,8 %    | 3.260.408       |
| Abruzzen → Ergebnis       | 46,7 % | 20,5 % | 14,7 % | 0,2 %  | 3,8 %  | 3,4 % | 2,8 % | 2,1 % | 2,3 % | 0,9 % | –     | 1,8 % | 0,7 % | 0,2 % | –        | 846.800         |
| Molise → Ergebnis         | 58,9 % | 14,2 % | 12,0 % | 0,2 %  | 3,3 %  | 3,0 % | 3,5 % | –     | 2,6 % | –     | 1,4 % | 0,4 % | 0,5 % | –     | –        | 220.789         |
| Kampanien → Ergebnis      | 40,8 % | 16,7 % | 19,0 % | 0,2 %  | 4,9 %  | 4,8 % | 5,0 % | 2,7 % | 2,5 % | 1,3 % | –     | 0,9 % | 0,8 % | –     | 0,4 %    | 3.246.636       |
| Apulien → Ergebnis        | 40,7 % | 18,7 % | 19,7 % | 0,3 %  | 6,2 %  | 3,0 % | 4,3 % | 2,2 % | 2,2 % | 1,1 % | –     | 0,7 % | 0,8 % | –     | –        | 2.404.872       |
| Basilikata → Ergebnis     | 47,2 % | 19,2 % | 18,0 % | 0,2 %  | 3,4 %  | 2,0 % | 6,1 % | 0,9 % | 1,5 % | 0,5 % | –     | 0,4 % | 0,7 % | –     | –        | 393.229         |
| Kalabrien → Ergebnis      | 38,2 % | 19,4 % | 22,3 % | 0,2 %  | 4,3 %  | 2,9 % | 5,8 % | 1,1 % | 2,0 % | 0,9 % | –     | 0,4 % | 1,2 % | 1,1 % | –        | 1.182.797       |
| Gesamt                    | 33,4 % | 24,0 % | 15,3 % | 5,4 %  | 3,9 %  | 3,6 % | 2,8 % | 2,4 % | 2,0 % | 1,4 % | 1,2 % | 1,1 % | 1,0 % | 0,7 % | 1,9 %    | 31.910.363      |